# Manipur
Manipur er en lille delstat i Nordøstindien.
Hovedstaden er Imphal. Der er flere etniske grupper i delstaten, hvoraf den vigtigste er Meteierne, et sino-tibetansk folk. Cirka 45% af indbyggerne er hinduer, 35% er kristne (udsædvanligt højt for Indien), og der er muslimske og animistiske mindretal.
Manipur var et fyrstedømme under det britiske Raj. Under 2. verdenskrig var der hårde kampe i området mellem japanerne i Burma og briterne i Indien, i hvilket Boses antibritiske Indian National Army også deltog. Manipur blev indlemmet i Republikken Indien i 1949 og blev ophøjet til fuld delstat i 1972.
24°49′N 93°56′Ø / 24.81°N 93.94°Ø